# Cernavodă
Cernavodă (în antichitate: Axiopolis (greacă: Ἀξιούπολις), bulgară: Черна вода (Cerna voda), turcă: Boğazköy) este un oraș în județul Constanța, Dobrogea, România. Are o populație de 19.458 locuitori. Este la o distanță de 59 km de municipiul Constanța.
Localitatea are o poziție privilegiată prin situarea sa pe malul drept al brațului Dunărea Veche, în punctul de contact cu fluviul Dunărea. Este considerat a fi un nod de transport de interes national, avându-se in vedere magistralele de transport rutier, fluvial si feroviar care trec prin Cernavoda. Orașul are port la Dunăre, iar în apropiere se află Centrala nucleară de la Cernavodă, singura centrală de acest tip (CANDU) din România. Sunt izvoare potrivit cărora orașul a fost reconstruit de legendarul domn muntean Negru Vodă, astfel ar putea proveni numele său cerna (cernîi) în slavonă însemnând negru. O altă versiune este că denumirea vine din slavonă având semnificația de apa neagră. În favoarea acestei ipoteze ar pleda faptul că, multă vreme, numele ― uzual și oficial ― al localității a fost „Cernavoda“ (ultima literă fiind a, nu ă), acesta fiind însă înlocuit, pe nesimțite, de prin anii 1960-1970, în uzul curent, apoi și în nomenclatorul oficial al denumirii localităților, cu „Cernavodă“ (se poate presupune aici un fenomen de „etimologie populară“, vorbitorii presupunând că numele ar veni cumva de la vreun „vodă“; există opinia ― azi minoritară, așa-zicând puristă, dar corectă, de fapt ― că „Cernavodă“ ar fi o formă eronată, forma corectă fiind „Cernavoda“). Aceasta se poate corela și cu numele râului Carasu din vecinătate, care în limba turcă are aceeași semnificație de apă neagră.

## Istorie

### Preistorie
Primele descoperiri aparțin culturii Hamangia (eneolitic timpuriu) - mai multe așezări și o necropolă (cca. 400 de morminte). În anul 1945 au fost descoperite Gânditorul de la Hamangia, alături de perechea sa Femeie șezând datând din a doua jumătate a mileniului V – începutul mileniului IV î.Hr. .

### Antichitate
În secolul al IV-lea d.Hr. așezarea a fost reconstruită de romani, la ordinul lui Constantin cel Mare, care au construit aici o cetate. Aici a existat și o episcopie și s-au găsit inclusiv ruine de basilici din secolul IV. În prezent, ruinele cetății sunt un punct de atracție turistică pe Dunăre.

### Evul Mediu
În anul 1389 Mircea cel Bătrân alipește Dobrogea, inclusiv Cernavodă, Țării Românești, dar aceasta va intra sub administrarea Imperiului Otoman în anul 1420 timp de peste patru secole și orașul va purta numele de Boğazköy, fiind în această perioadă un mic sat.

### După Congresul de la Berlin (1878)
În urma Războiului de Independență și a Congresului de la Berlin, Cernavodă revine Regatului României. La sfârșitul anului 1878, localitatea a căpătat rangul de reședință a județului Silistra Nouă. Integrarea Dobrogei în Regatul României a sporit importanța orașului Cernavodă, deoarece Dobrogea asigura ieșirea la mare a statului român. Astfel se construiește Podul de la Cernavodă pentru asigurarea legăturii feroviare directe cu restul țării, iar orașul Cernavodă devine un punct principal de tranzit pe ruta către Constanța ce va deveni principalul port la Marea Neagră.

## Arhitectură industrială
- Între 1890 și 1895, inginerul Anghel Saligny a construit aici un pod peste Dunăre și peste brațul Borcea al Dunării. Podul Regele Carol I, (redenumit mai apoi Podul Anghel Saligny), complexul de poduri, în lungime totală de 4087,95 m fiind în acea vreme cel mai lung complex de poduri din Europa. Ultimul piron al podului, turnat din argint, a fost, simbolic, bătut de Anghel Saligny reprezentând încheierea lucrărilor la pod. Mai târziu, la încercarea podului, inginerul A. Saligny a stat într-o barcă, sub pod, în vreme ce pe pod erau puse vagoane încărcate cu rocă, semn al încrederii și garanției.

## Demografie
Componența etnică a orașului Cernavodă
     Români (80,4%)
     Turci (2,23%)
     Alte etnii (2,06%)
     Necunoscută (15,32%)
Componența confesională a orașului Cernavodă
     Ortodocși (78,5%)
     Musulmani (2,74%)
     Alte religii (2,49%)
     Necunoscută (16,27%)
Conform recensământului efectuat în 2021, populația orașului Cernavodă se ridică la 15.088 de locuitori, în scădere față de recensământul anterior din 2011, când fuseseră înregistrați 17.022 de locuitori. Majoritatea locuitorilor sunt români (80,4%), cu o minoritate de turci (2,23%), iar pentru 15,32% nu se cunoaște apartenența etnică. Din punct de vedere confesional, majoritatea locuitorilor sunt ortodocși (78,5%), cu o minoritate de musulmani (2,74%), iar pentru 16,27% nu se cunoaște apartenența confesională.
0500010.00015.00020.00025.00019121948196619922011populațiePopulația istorică din Cernavodă
Date: Recensăminte sau birourile de statistică - grafică realizată de Wikipedia

## Politică și administrație
Orașul Cernavodă este administrat de un primar și un consiliu local compus din 17 consilieri. Primarul, Liviu-Cristian Negoiță[*], de la Partidul Național Liberal, este în funcție din 2016. Începând cu alegerile locale din 2024, consiliul local are următoarea componență pe partide politice:
|  | Partid                          | Consilieri | Componența Consiliului | Componența Consiliului | Componența Consiliului | Componența Consiliului | Componența Consiliului | Componența Consiliului |
|  | ------------------------------- | ---------- | ---------------------- | ---------------------- | ---------------------- | ---------------------- | ---------------------- | ---------------------- |
|  | Partidul Național Liberal       | 6          |                        |                        |                        |                        |                        |                        |
|  | Partidul Social Democrat        | 4          |                        |                        |                        |                        |                        |                        |
|  | Alianța pentru Unirea Românilor | 3          |                        |                        |                        |                        |                        |                        |
|  | Uniunea Salvați România         | 2          |                        |                        |                        |                        |                        |                        |
|  | Forța Dreptei                   | 2          |                        |                        |                        |                        |                        |                        |

## Situri arheologice
Pe teritoriul orașului Cernavodă există mai multe puncte de interes arheologic. De-a lungul timpului cei care au făcut săpături au fost: Grigore Tocilescu în anul 1900, Carl Schuchardt în perioada 1917 - 1918, Ion Nestor în perioada 1928 - 1936, Dumitru Berciu, Sebastian Morintz, P. Roman în 1954 - 1965. Siturile care au fost descoperite sunt:
- Dealul Columbia D -- a fost găsit un cimitir de înhumație din epoca neolitică, parte integrantă a Culturii Hamangia. Situl se află pe faleza prăbușită a Dunării și prin excavațiile ce s-au făcut nu s-au putut preleva decât foarte puține obiecte. Cimitirul are circa 400 de morminte și doar câteva gropi rituale unde s-au descoperit oase omenești, unele cranii fără maxilarul inferior, scoici, oase de animale și fragmente de ceramică. În mormintele de înhumație s-au găsit schelete umane lungite pe spate și un inventar de obiecte ca topoare de piatră, ofrande de animale și vase ceramice tip Hamangia. S-au găsit și figurine tipice Culturii Hamangia, fusaiole de lut ars, decorate în stilul Hamangia, și brățări de marmură. Dintr-un astfel de mormânt provine și grupul de figurine din lut ars, Gânditorul de la Hamangia și perechea sa.
- Dealul Columbia C -- un sit al unei așezări din epoca neolitică, Cultura Hamangia, care avea locuințe cu caracter provizoriu, legat de cimitirul de înhumație de la Dealul Columbia D. Aici s-a găsit o ceramică similară cu cea de la cimitir.
- Valea Dobrescu—un sit al unei așezări din epoca neolitică, Cultura Hamangia, care avea locuințe cu caracter provizoriu, legat de cimitirul de înhumație de la Dealul Columbia D. Aici s-a găsit o ceramică similară cu cea de la cimitir. Cele două așezări și cimitirul par că ar aparține unor colectivități de agricultori semistabili și primitivi, care schimbau succesiv vetrele probabil în urma tipurilor de tehnici arhaice pe care le foloseau: abandonări de ogoare, defrișări în limita zonei pe care o controlau. Se știe că o astfel de organizare în jurul unui cimitir este ceva caracteristic pentru acea epocă. Cimitirul pare să ateste credința funerară a „mortului viu” ce era legată de cultul fecundității.
- Dealul Sofia—găzduiește o altă așezare din neolitic de tip tell, care are mai multe nivele cu locuințe cu platformă ce aparțin Culturii Gumelnița. Aici a fost scoasă la iveală o ceramică tipică pentru acest tip de cultură, varianta dobrogeană. Ea are un decor excizat, puțin adânc, pictat și subliniat cu culoare. În apropierea sitului  au fost descoperite ansambluri succesive:

- o așezare fortificată pe mai multe nivele datată în intervalul de trecere de la neolitic la epoca bronzului, catalogate de prezența unor locuințe ovale sau dreptunghiulare, cu podina de lut și ceramică ce se încadrează în Cultura Cernavodă I, II și III.
- a așezare de tip oppidum -- hallstattiană care are o fortificație formată dintr-un șanț și un val de piatră. S-a găsit ceramică modelată manual de tip Basarabi cu decor de caneluri, lustruită cu negru, spirale incizate ori cercuri imprimate cu un tub și cești dacice din pastă grosolană. În apropierea sitului s-au găsit câteva morminte de incinerație hallstattiene.
- o zonă cu morminte cu schelete chircite într-o parte. S-a găsit un inventar destul de sărac ce aparține Culturii Gumelnița.

- Punctul Coada Zăvoiului—un cimitir daco-getic timpuriu de incinerație datat în secolul al IV-lea—al III-lea î.e.n. S-au găsit urne hallstattiene așezate în ciste de lespezi de formă de „burduf” sau bitronconică cu decorații cu apucături, butoni și brâuri alveolare. Inedit, a fost descoperită o oglindă grecească din bronz cu un mâner din fier, care are terminația realizată cu două volute.
- Punctul Hinog de pe terasa Dunării—fortificație romană târzie, tip moeso-romană, datată în secolul al IV-lea - al VII-lea e.n. Fortificația a fost un zid de incintă poligonal care avea două porți la capetele axei magistrale. Într-o epocă mai târzie s-au adăugat spre Dunăre trei curtine realizate în aceeași tehnică dând astfel, o notă impozantă întregii așezări. După opinia specialiștilor, există o probabilitate ca această așezare să se fi suprapus peste vechea cetate elenistică și mai apoi romană cunoscută ca Axiopolis. Peste o parte a acestei așezări, în secolul al IX-lea - al X-lea, s-a construit din zid o cetate medievală prea puțin cunoscută în formă de trapez neregulat. În interiorul ei exista o bisericuță, iar în afara zidurilor peste stratul așezării romane, o altă bisericuță funerară care are ca anexă un cavou. În această zonă s-a scos la iveală o cruce de mormânt pe care stă inscripțonat cuvântul „Rotislav”.
- Piciorul Podului Regele Carol I construit de inginerul Anghel Saligny—în anul 1936 exista o carieră romană de calcar care a fost exploatată în regim de bazine patrulatere, excavate în amfiteatru cu ajutorul unor blocuri dispuse cu pene de lemn. Pe unul din pereții carierei stătea un relief al lui Hercule Saxanus („Stâncosul”) care simboliza în epoca romană pe patronul carierelor și al pietrarilor. Relieful a fost realizat într-o manieră naivă, țeapănă, dar extrem de expresivă.  Astăzi, relieful se găsește la Muzeul de Artă de la Constanța. Cariera a fost descoperita de către Grigore Florescu și rezultatele cercetărilor au fost publicate de arheolog în Analele Dobrogei, nr. 16, din anul 1936, pag. 33-46, și în revista Germania, nr. 21, din anul 1937, pag. 108-113. În anii care au urmat cariere a fost distrusă în totalitate.[8]

## Personalități născute aici
- Ioan D. Chirescu (1889 - 1980), compozitor, profesor universitar, dirijor de cor;
- Dumitru Ceacanica (1918 – 1987), ofițer criminalist;
- Tudor Stavru (1939 - 1977), sportiv, caiacist, cascador;
- Aneta Stan (n. 1944), interpretă de muzică populară dobrogeană;
- Mircea Banias (n. 1966), politician;
- Iulian Carabela (n. 1996), fotbalist.

## Bigliografie
- Radu Florescu, Hadrian Daicoviciu, Lucian Roșu: Dicționar enciclopedic de artă veche a României, Editura Științifică și Enciclopedică, București, 1980, pag. 95-97
- Petre Diaconu: Cariera de piatră din secolul al X-lea de la Cernavodă - accesat 23 august 2019